# Marcipa inscripta
Marcipa inscripta är en fjärilsart som beskrevs av Walker 1855. Marcipa inscripta ingår i släktet Marcipa och familjen nattflyn. Inga underarter finns listade i Catalogue of Life.